# Château de San Felipe (Puerto de la Cruz)
Pour les articles homonymes, voir Château de San Felipe.
Le château de San Felipe, en espagnol Castillo de San Felipe, est une ancienne forteresse militaire située dans la municipalité de Puerto de la Cruz (Tenerife, îles Canaries, Espagne).
Le château est l'un des quatre anciens forts qui défendaient la ville. La construction commence en 1599. Le château actuel est construit entre 1641 et 1655. Au XIXe siècle, il est rénové au fil du temps car il s'était détérioré. Déclaré inutilisable pour les besoins de l'armée en 1924, il est désaffecté.